# Базиліка Благовіщення
Базиліка Благовіщення (івр. כנסיית הבשורה, араб. كنيسة البشارة, грец. Εκκλησία του Ευαγγελισμού της Θεοτόκου) — католицька церква в Ізраїлі. Споруджена на тому місці у Назареті, де Архангел Гавриїл благовістив Діву Марію. Одна з найбільших християнських церков Близького Сходу.

## Історія
- Перша згадка про церкву на цьому місці датована 570 роком, і будівля являла собою вівтар у Гроті Благовіщення. Можливо, перша церква була побудована в епоху Костянтина Великого і його матері Олени, яка заснувала у Святій Землі церкви, що відзначають місця головних євангельських подій. Церква Благовіщення в Назареті була побудована одночасно з Храмом Різдва Христового у Вифлеємі та Храмом Гробу Господнього в Єрусалимі. Ця церква була зруйнована у VII столітті після мусульманського завоювання Палестини. За переданням, іспанська паломниця Егерія відвідала Назарет у 383 році і засвідчила, що там був «великий і прикрашений грот, у якому жила Діва Марія, у якому знаходився і вівтар». У візантійські часи паломники, що відвідували це місце, також вказували на це місце з джерелом, з якого Діва Марія брала воду. До часів хрестоносців Назарет і церкви у ньому були знищені сарацинами.
- Друга церква над Гротом Благовіщення була побудована в епоху хрестоносців після взяття Назарета Танкредом Тарентським у 1102 році. Однак у 1170 році її зруйновано землетрусом.
- З XIII століття вона перебувала під опікою ченців недавно створеного францисканського ордена. 25 березня 1255 року французький король Людовик Святий взяв участь у святковій Службі Божій у базиліці. Ця церква не була повністю закінчена, у 1909 році археологічні розкопки показали, що 5 романських капітелей, зроблених у Франції, так і не були поставлені. Після поразки хрестоносців в битві при Хаттіні Назарет повернувся під мусульманське панування, але Саладін дозволив ченцям-францисканцям залишитися і здійснювати служби в церкві. Церква була зруйнована у 1260 у після взяття Назарета Бейбарсом I. У наступні століття францисканців кілька разів виганяли однак вони поверталися знову в Назарет в залежності від політичної ситуації.
- У 1620 році друзький емір Фахр ад-Дін II остаточно дозволив францисканцям повернутися в Назарет. Вони спорудили на руїнах церкви невелике святилище над гротом. У 1730 р. Дагер дозволив будівництво нової церкви. Ця церква була збільшена і перебудована у 1877 році, а у 1954 році повністю розібрана для будівництва нової будівлі базиліки, яке було завершено у 1969 році. Автором проекту будівлі базиліки став італійський архітектор Джованні Муціо. Перед початком будівництва були проведені великі археологічні дослідження. Результати розкопок представлені у створеному при базиліці археологічному музеї. Адміністративно базиліка належить до латинського Патріархату Єрусалиму, однак нею продовжує опікуватися Орден францисканців.

Має почесний статус «малої базиліки», присвоєний їй у 1964 році папою Павлом VI. Базиліку освячено 23 березня 1969 року. Місце християнського паломництва. Папа Іван Павло II відслужив Літургію у базиліці під час своєї 91 поїздки за кордон 25 березня 2000 року, а Бенедикт XVI 14 травня 2009 року. Подвір'я та інтер'єр базиліки прикрашені іконами Божої матері із різних країн світу у тому числі України — копією Ікони Божої Матері Зарваницької. До Базиліки Благовіщення примикає Церква Святого Йосипа, побудована на місці будинку де проживало святе сімейство.

## Галерея

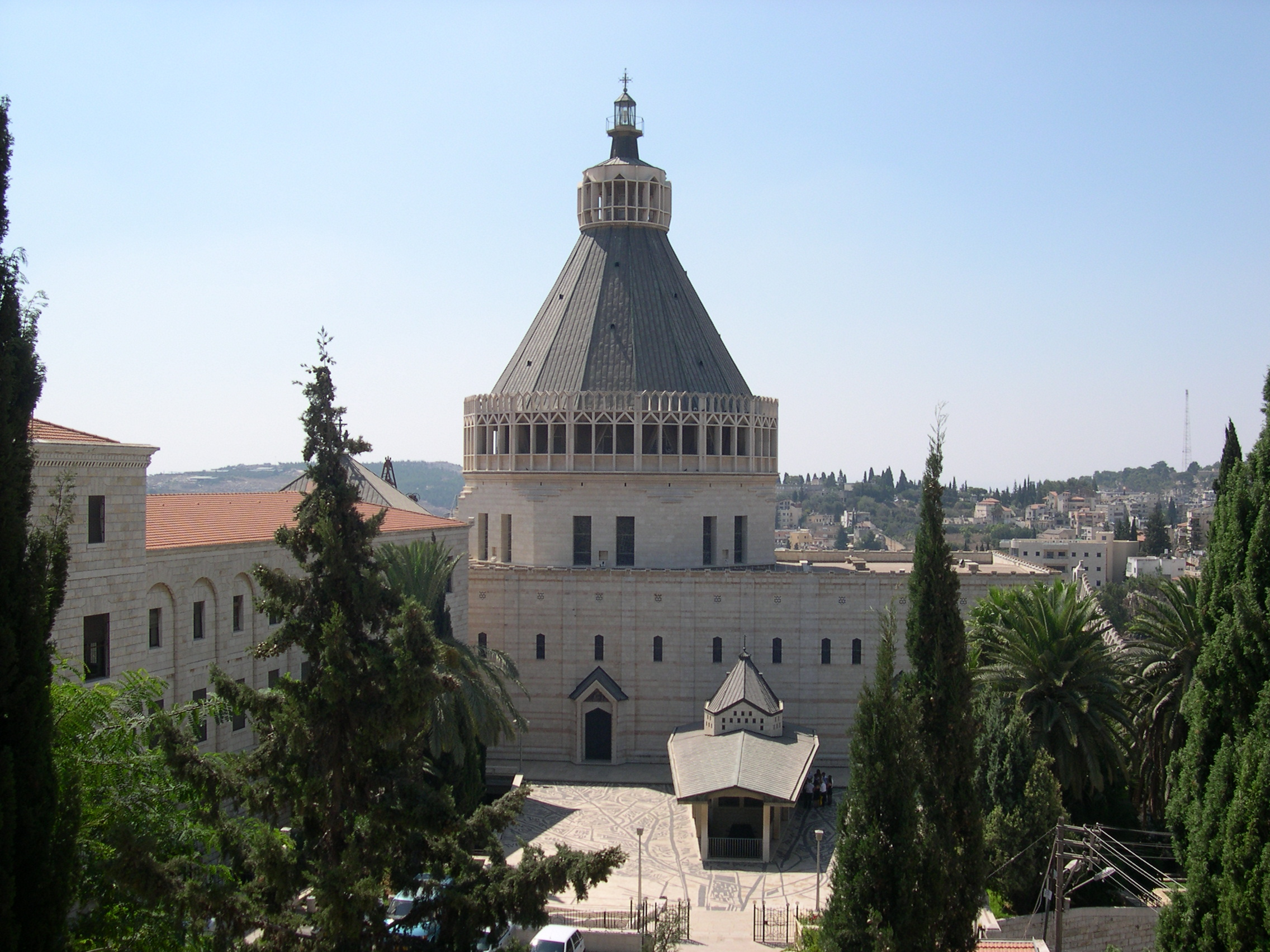
Вид з північної сторони від Церкви святого Йосипа
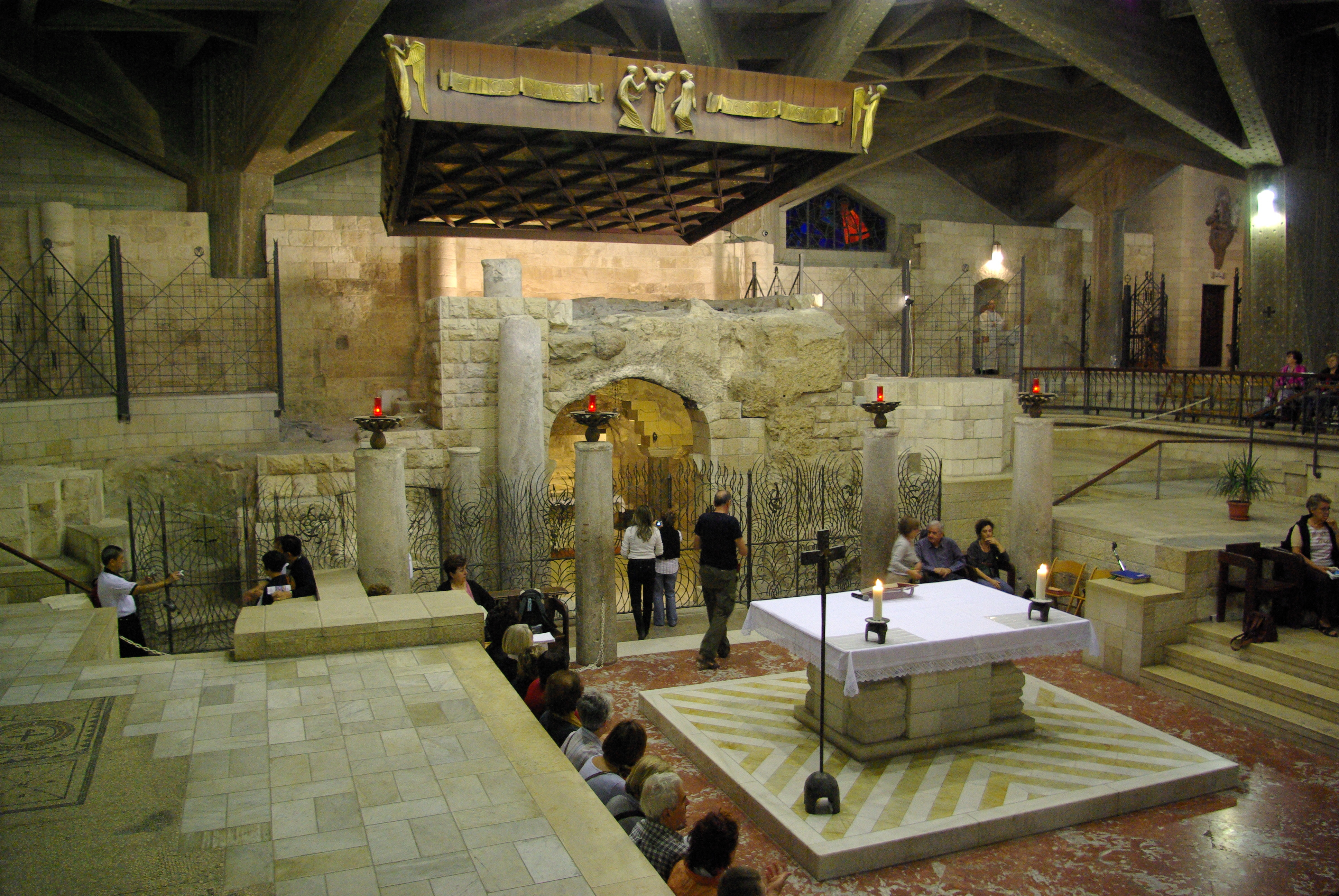
Вівтар посередині храму, за ним - Грот Благовіщення
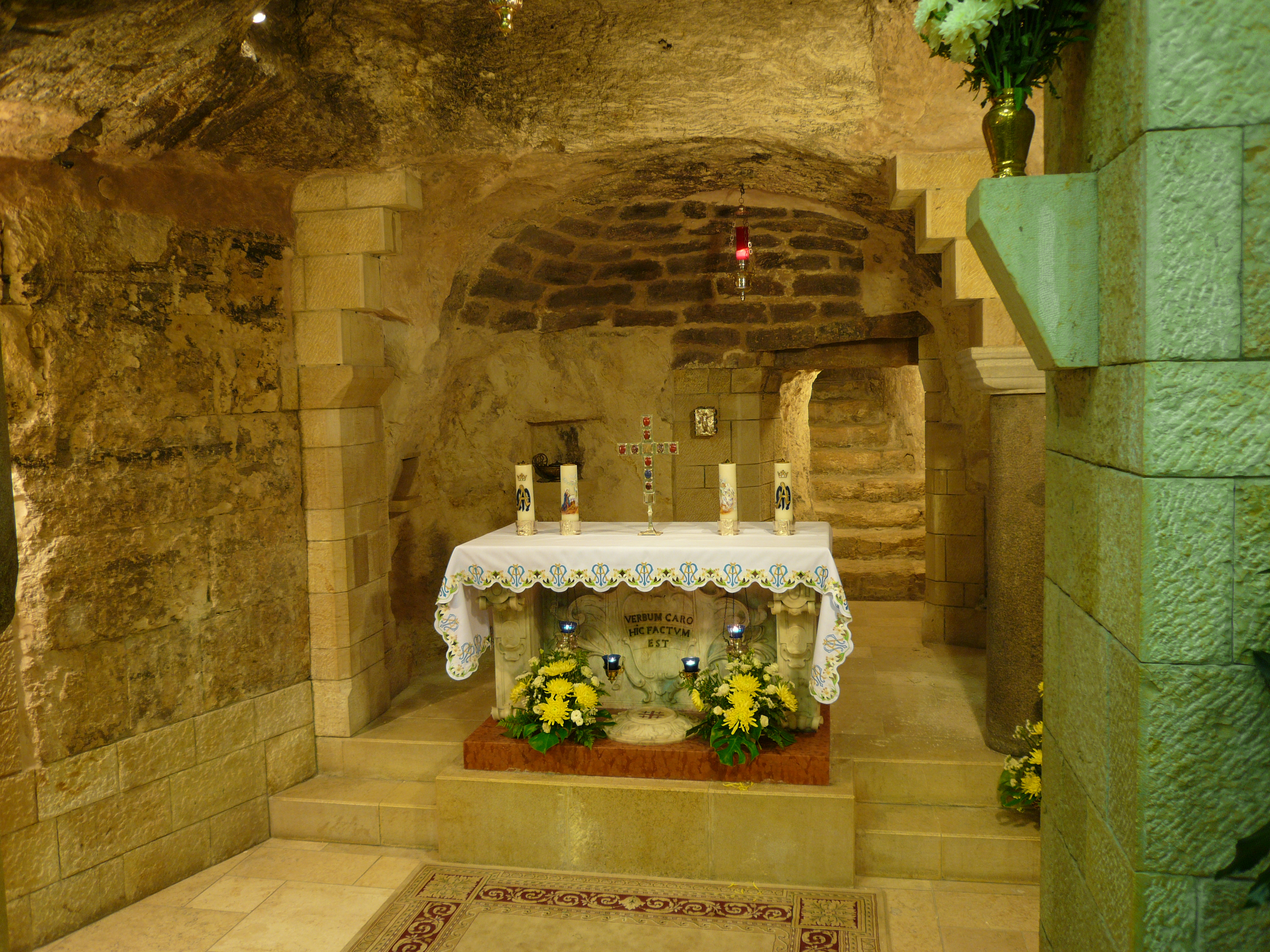
Грот Благовіщення
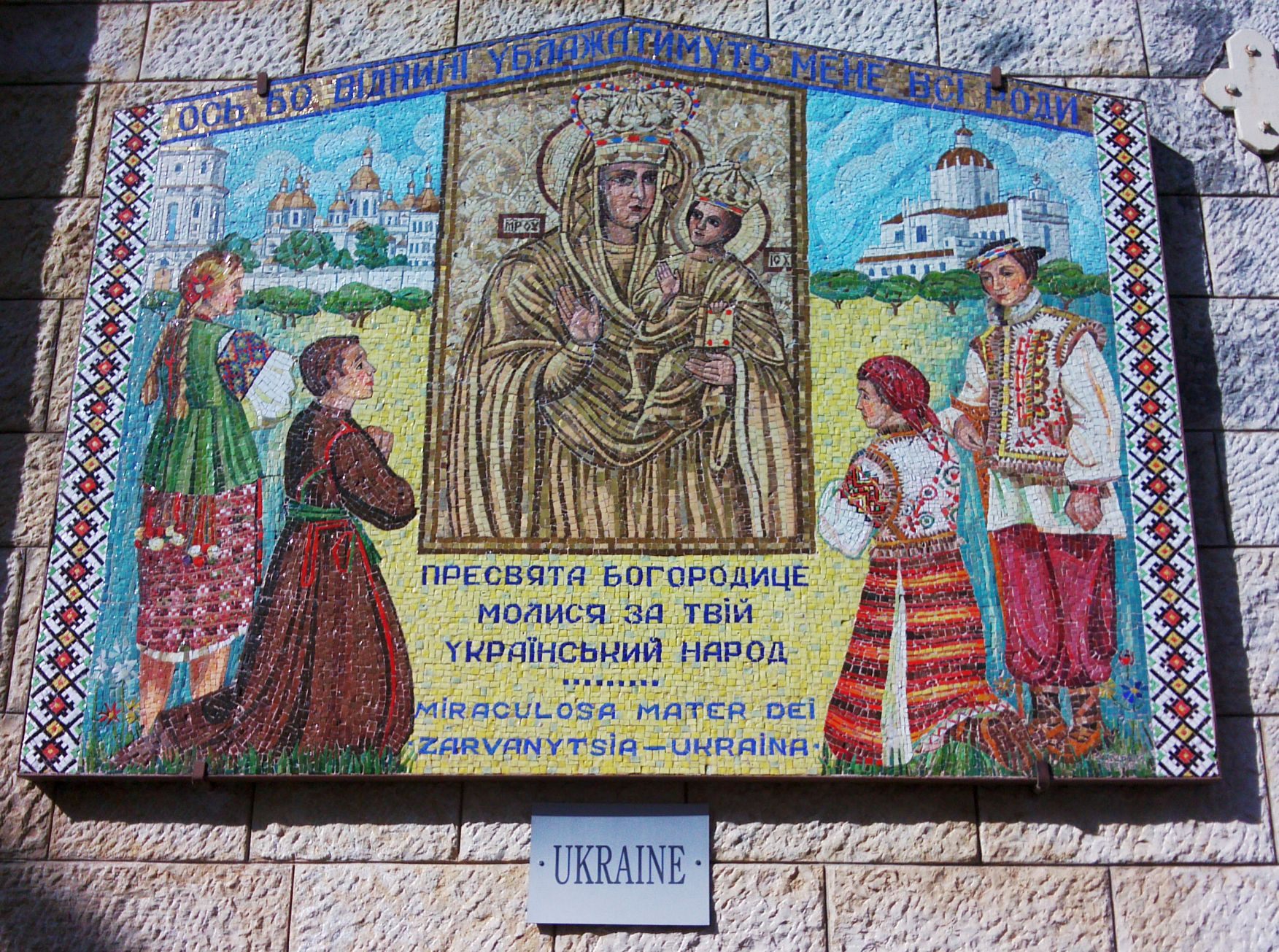
Мозаїка на стіні подвір'я храму Благовіщення у Назареті (фрагмент - образ Зарваницької Богородиці)